# Куль-Кункас
Куль-Кунка́с (рос. Куль-Кункас, башк. Кул-Ҡуңҡаҫ) — село у складі Міякинського району Башкортостану, Росія. Входить до складу Каранівської сільської ради.
Населення — 209 осіб (2010; 243 в 2002).
Національний склад:
- башкири — 99%